# Retinopatia cukrzycowa

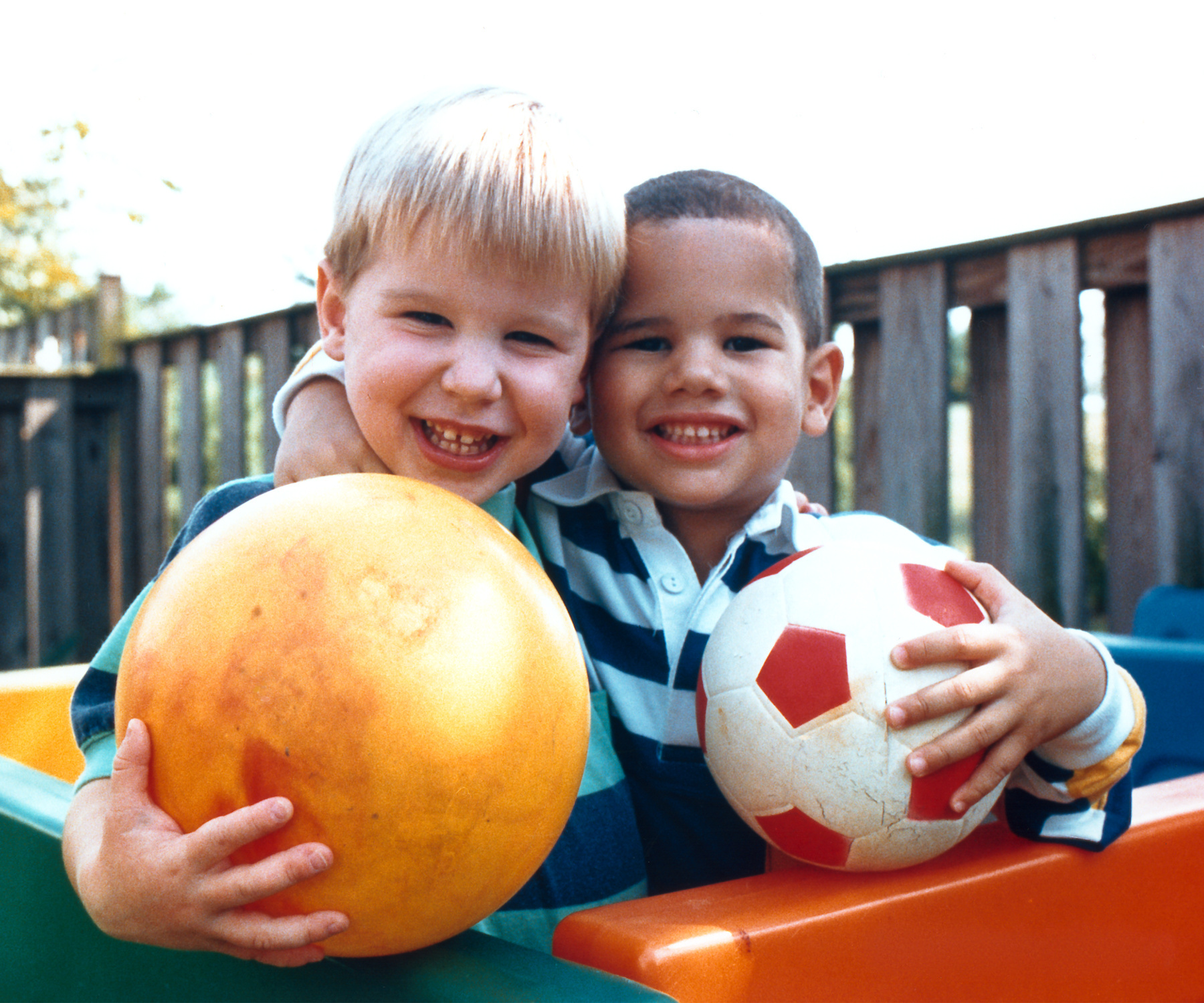
Prawidłowe widzenie

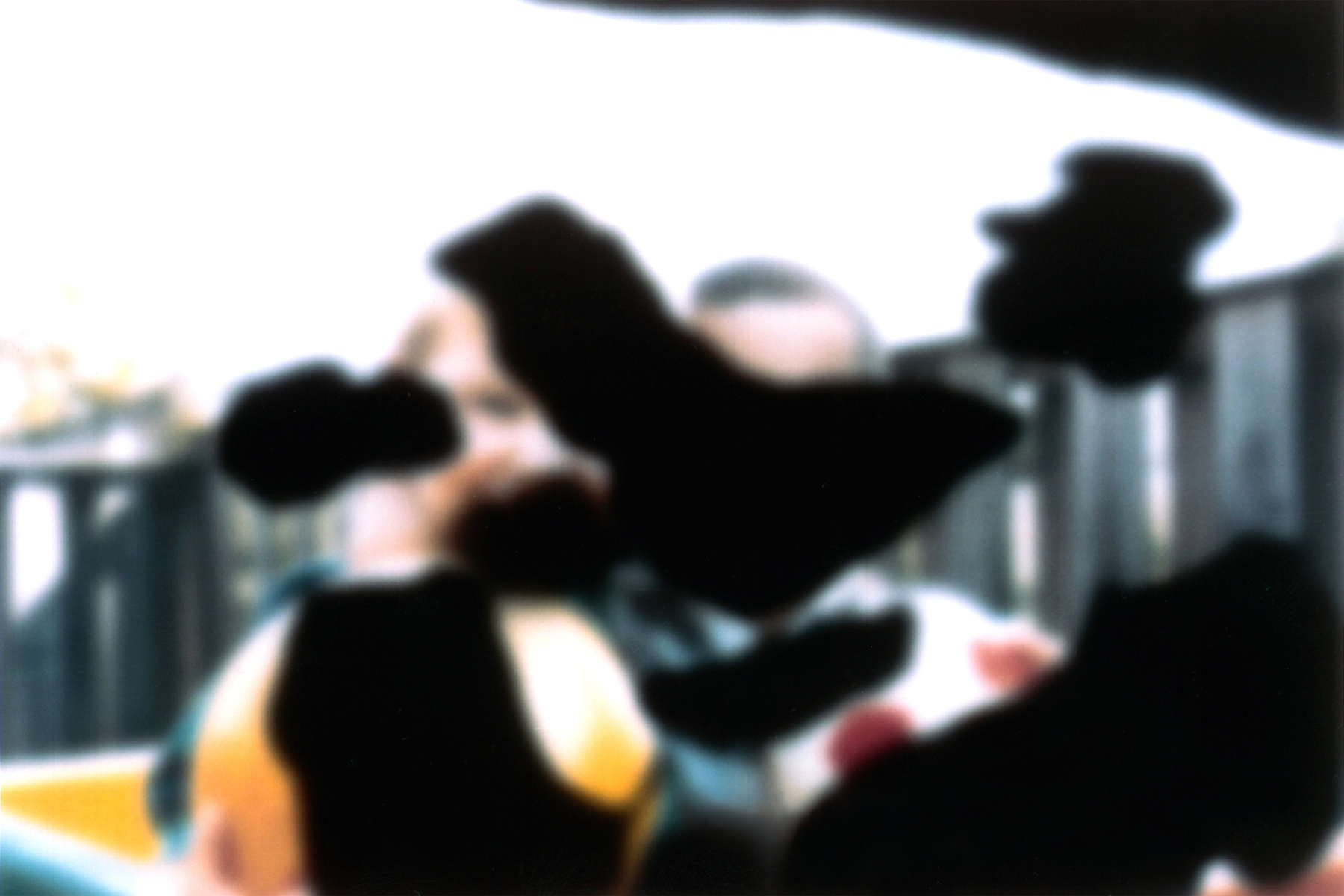
Ten sam obraz widziany przez osobę z zaawansowaną retinopatią cukrzycową

Retinopatia cukrzycowa (łac. retinopathia diabetica) – uszkodzenie naczyń krwionośnych siatkówki oka pojawiające się w przebiegu cukrzycy, zaliczane do mikroangiopatii cukrzycowej. Zmiany te rozwijają się wprost proporcjonalnie do czasu trwania choroby oraz jej typu. Po 20 latach cukrzycy stwierdza się u prawie wszystkich chorych na cukrzycę typu 1 oraz u 60% osób chorych na cukrzycę typu 2. Podstawowe znaczenie w patogenezie mają hiperglikemia i nadciśnienie tętnicze. Istotne są procesy prowadzące do nasilenia stresu oksydacyjnego i nadmierne wytwarzanie czynników wzrostu (IGF-1, PEDF).

## Czynniki ryzyka
Postępowaniu retinopatii cukrzycowej sprzyjają:
- ciąża
- okres dojrzewania płciowego
- operacja zaćmy.

Makulopatia cukrzycowa – zmiany naczyniowe, powodujące blokadę krążenia krwi w siatkówce, prowadzące do obrzęku plamki, tworzenia się wysięków i krwawienia do siatkówki. Grozi utratą wzroku. Najczęstsza przyczyna utraty wzroku w cukrzycy 2 typu.

## Podział
Międzynarodowa klasyfikacja WHO:
1. retinopatia nieproliferacyjna bez makulopatii
2. retinopatia nieproliferacyjna z makulopatią
3. retinopatia przedproliferacyjna
4. retinopatia proliferacyjna
5. retinopatia proliferacyjna z powikłaniami

Brak leczenia, ale również wystarczająco długi okres przebiegu retinopatii proliferacyjnej, wskutek dołączenia się zmian bliznowatych, doprowadzają do odwarstwienia siatkówki i ślepoty.

## Patogeneza i przebieg
Kolejność uszkodzenia naczyń siatkówki:
- poszerzenie żył siatkówki, których wygląd przypomina sznur pereł
- uszkodzenie ścian drobnych tętniczek z następowym tworzeniem mikrotętniaków
- zamykanie się światła tętniczek przed naczyniami włosowatymi siatkówki
- tworzenie się nowych naczyń (neowaskularyzacja) przedsiatkówkowych oraz w obrębie tarczy nerwu wzrokowego
- pękanie osłabionych naczyń z tworzeniem wylewów krwawych, także do siatkówki.

## Diagnostyka
- badanie dna oka po uprzednim rozszerzeniu źrenicy (fundoskopia)
- angiografia lub angiografia fluoresceinowa
- badanie USG
- wzrokowe potencjały wywołane[2]

## Profilaktyka
Według zaleceń specjalistów diabetologów (Diabetes Care 2004), badanie okulistyczne w kierunku rozwoju retinopatii u osób chorych na cukrzycę, powinno być przeprowadzane:
- u osób chorych na cukrzycę typu 1 w ciągu 3-5 lat od rozpoznania – jeżeli pacjent ma lat 10 i więcej i coroczne powtarzania
- u osób chorych na cukrzycę typu 2 – w momencie rozpoznania i coroczne powtarzanie
- u kobiety chorej na cukrzycę i planującej ciążę – badanie w trakcie I trymestru ciąży.

## Leczenie
- fotokoagulacja laserowa siatkówki – w makulopatii, zaawansowanych postaciach retinopatii nieproliferacyjnej i w początkowej fazie retinopatii proliferacyjnej
- witrektomia – w zaawansowanej retinopatii proliferacyjnej (wylewy do ciała szklistego, rozrost tkanki łącznej)
- leczenie farmakologiczne: leki przeciwpłytkowe, dobesylan wapniowy, związki flawonowe – hamują reduktazę aldolazową, być może skuteczne w bardzo wczesnych fazach